# Epizeuxis bistrigalis
Epizeuxis bistrigalis är en fjärilsart som beskrevs av Stephens 1829. Epizeuxis bistrigalis ingår i släktet Epizeuxis och familjen nattflyn. Inga underarter finns listade i Catalogue of Life.